# Frankenstein 1970
Frankenstein 1970 este un film SF american din 1958 regizat de Howard W. Koch. În rolurile principale joacă actorii Boris Karloff, Tom Duggan și Jana Lund. Filmul prezintă un om de știință numit Frankenstein, interpretat de Karloff, care aduce la viață monstrul cu un reactor nuclear.

## Actori
- Boris Karloff - Baron Victor von Frankenstein
- Tom Duggan - Mike Shaw
- Jana Lund - Carolyn Hayes
- Donald Barry - Douglas Row
- Charlotte Austin - Judy Stevens
- Irwin Berke - Inspectorul Raab
- Rudolph Anders - Wilhelm Gottfried
- Norbert Schiller - Schutter, majordomul lui Frankenstein
- John Dennis - Morgan Haley
- Mike Lane - Hans Himmler / the Monster